# Papa Roach
Papa Roach és un grup de metal alternatiu creat l'any 1993 provinent de Vacaville, Califòrnia.
Es va donar a conèixer internacionalment, com a grup de Nu metal, l'any 2000 amb el seu àlbum debut Infest. Els àlbums següents van continuar el seu èxit Lovehatetragedy l'any 2002, i Getting Away With Murder el 2004 i The Paramour Sessions el 2006, amb el qual la banda va evolucionar cap a un so més hard rock i hardcore. El seu darrer àlbum 100% d'estudi, titulat Metamorphosis, va sortir a la venda el 24 de març de 2009.
Papa Roach ja ha venut més de 20 milions de discos a tot el món.

## Membres

### Actuals
- Jacoby Shaddix – Vocalista.
- Jerry Horton – Guitarrista i cors.
- Tobin Esperance – Baixista i cors.
- Tony Palermo - Bateria.
- Nair LeBau - Teclat i Samples (només en discografia).

### Antics
- AndrewCarlos Saturley Mandiola – trompetista que va ser substituït per Jerry Horton en 1993, quan la banda estava formant-se.
- Will James – baixista que va aparèixer a la primera gravació, Potatoes For Christmas.
- Ryan Brown – bateria que va substituir temporalment a Dave Buckner, mentrestant ell estudiava art a Seattle, en l'àlbum Potatoes For Christmas.
- Mike Doherty - segon guitarrista en el tour lovehatetragedy l'any 2002.
- Dave Buckner: Bateria i percussió. Es va anunciar la seva partida de la banda el 29 de gener del 2008, en una declaració feta per Shaddix al Myspace de la banda.

## Discografia

### Àlbums
- Potatoes for christmas - 1994
- Old Friends from Young Years - 1997
- Infest - 2001
- Lovehatetragedy - 2002
- Getting Away With Murder - 2004
- The Paramour Sessions - 2006
- Metamorphosis - 2009
- Time for Annihilation: On the Record & On the Road - 2010 (àlbum mig Estudi / mig En Directe)
- The Connection - 2012
- F.E.A.R. - 2015
- Crooked Teeth - 2017
- Who Do You Trust? - 2019

### Senzills
| Títol                                | Any  | Àlbum                    |
| ------------------------------------ | ---- | ------------------------ |
| "Last Resort"                        | 2000 | Infest                   |
| "Between Angels and Insects"         | 2001 | Infest                   |
| "Broken Home"                        | 2001 | Infest                   |
| "She Loves Me Not"                   | 2002 | Lovehatetragedy          |
| "Time And Time Again"                | 2002 | Lovehatetragedy          |
| "Getting Away With Murder"           | 2004 | Getting Away With Murder |
| "Scars"                              | 2005 | Getting Away With Murder |
| "Take Me"                            | 2005 | Getting Away With Murder |
| "...To Be Loved"                     | 2006 | The Paramour Sessions    |
| "Forever"                            | 2007 | The Paramour Sessions    |
| "Time Is Running Out"                | 2007 | The Paramour Sessions    |
| "Reckless"                           | 2007 | The Paramour Sessions    |
| "Hollywood Whore"                    | 2008 | Metamorphosis            |
| "Lifeline"                           | 2009 | Metamorphosis            |
| "I Almost Told You That I Loved You" | 2009 | Metamorphosis            |
| "Still Swingin'"                     | 2012 | The Connection           |